# جوجل أتاب
تُعد مجموعة المشاريع والتكنولوجيا المتقدمة (ATAP) التابعة لشركة جوجل فريق عمل أشبه بـ"خلية أزمة" (skunkworks) وحاضنة تقنية داخلية. أسستها المديرة السابقة لوكالة داربا (DARPA) ريجينا دوجان. تُشبه ATAP فريق X التابع لجوجل، لكنها تُركز على المشاريع، وتمنح قادة المشاريع فترة زمنية (كانت سابقاً عامين فقط) لتحويل المشروع من مفهوم إلى منتج مُثبت.
وفقاً لدوجان،  يجمع مشروع ATAP المثالي بين التكنولوجيا والعلوم، ويتطلب قدراً معيناً من البحث الجديد، ويهدف إلى إنشاء منتج قابل للتسويق. تاريخياً، وُلد فريق ATAP داخل شركة موتورولا موبيليتي (MotorolaMotorola Mobility )، واستمر وجوده عندما باعت جوجل شركة موتورولا موبيليتي شركة لينوفو في عام 2014.  ولهذا السبب، كانت أفكار ATAP تميل في بدايتها إلى التركيز على تكنولوجيا الأجهزة المحمولة.
يجسد الفريق المبادئ التي استخدمها نائب رئيس جوجل السابق، دوغان، في وكالة مشاريع البحوث الدفاعية المتقدمة (DARPA).  أحد هذه المبادئ هو تكوين فرق صغيرة من ذوي الأداء العالي. ومبدأ آخر هو الاستفادة من الموارد خارج الصندوق التنظيمي؛ وقد عملت ATAP مع مئات الشركاء في أكثر من عشرين دولة، بما في ذلك المدارس والشركات الكبرى والشركات الناشئة والحكومات والمنظمات غير الربحية. وهناك عقود دائمة مع عدد من الجامعات المرموقة، مثل ستانفورد وبيركلي ومعهد ماساتشوستس للتكنولوجيا ومعهد كاليفورنيا للتكنولوجيا، لتسهيل ترتيبات البحث السريع عند الحاجة.

## المشاريع
تتبع مجموعة المشاريع والتكنولوجيا المتقدمة (ATAP) التابعة لشركة جوجل منهجية محددة في الكشف عن مشاريعها. على الرغم من أن ATAP قد تُعلن أحياناً عن العدد الإجمالي للمشاريع الجارية، إلا أن تفاصيل المشاريع الفردية تُحفظ بسرية تامة. لا يُكشف عنها إلا عندما تقترب من مرحلة النضج، وهو التوقيت الذي تُعلن فيه عادةً خلال مؤتمر جوجل اي/او السنوي للمطورين بهدف جذب الاهتمام العام.
يُقدم هذا القسم وصفاً لبعض المشاريع التي تم الإعلان عنها حتى الآن.

### مشروع تانجو
قاد عالم الحاسوب جوني لي، المعروف بمساهماته الأساسية في تطوير جهاز Kinect من مايكروسوفت، فريق مشروع تانجو(Project Tango).ركز هذا المشروع على تطوير تقنية رائدة في مجال الرؤية الحاسوبية (Computer Vision). كان هدفها تمكين الأجهزة المحمولة من تحديد موقعها بدقة عالية ضمن البيئة المحيطة بها، دون الحاجة إلى الاعتماد على نظام تحديد المواقع العالمي (GPS) أو أي إشارات خارجية أخرى.
لقد أتاحت هذه التقنية استخدام الهواتف المحميلة والأجهزة اللوحية في مجموعة واسعة من التطبيقات المتقدمة، بما في ذلك:
- اللوحية للملاحة الداخلية : توفير توجيه دقيق للمستخدمين داخل المباني.
- رسم الخرائط ثلاثية الأبعاد: إنشاء نماذج تفصيلية للبيئات المادية المحيطة.
- قياس المساحات المادية: القدرة على قياس الأبعاد الحقيقية للأشياء والمساحات بدقة.
- التعرف على البيئات المعروفة: تمكين الجهاز من التعرف على المواقع التي زارها مسبقًا.
- والواقع المعزز (Augmented Reality - AR): دمج العناصر الافتراضية بسلاسة مع العالم الحقيقي.
- النوافذ على العوالم الافتراضية ثلاثية الأبعاد : توفير تجربة تفاعلية مع بيئات افتراضية غامرة.

في الربع الأول من عام 2015، غادر فريق المشاريع والتكنولوجيا المتقدمة (ATAP) قسم موتورولا وأصبح فريقاً مستقلاً تابعاً لشركة جوجل بحد ذاته. وبهذا التحول، أصبح مشروع Tango أول منتج يخرج من عملية الحضانة المكثفة التي استمرت لمدة عامين ضمن ATAP.. 

### مشروع آرا
كان مشروع ارا (Project Ara) عبارة عن منصة مقترحة تهدف إلى إنشاء هواتف ذكية قابلة للتخصيص والتعديل بشكل كبير. في إطار هذا المشروع، كان سيتمكن المستهلكون من تجميع هواتفهم الذكية عن طريق ملء إطار إلكتروني، يُطلق عليه اسم "الهيكل الداخلي" أو "الإندو" (Endo)، بوحدات أجهزة مستطيلة الشكل.
تشمل هذه الوحدات وظائف أساسية مثل: الطاقة، المعالجة، الذاكرة، الشاشة، والاتصال اللاسلكي. يقوم المستهلكون بتركيب الوحدات الأساسية اللازمة لإنشاء جهاز عامل، ثم يمكنهم إضافة أو إزالة وحدات إضافية حسب الرغبة، وفي بعض الحالات، حتى أثناء تشغيل الجهاز.
قد تتضمن الوحدات الاختيارية مكونات مثل: الكاميرات، مكبرات الصوت، وحدات تخزين البيانات الكبيرة، وأجهزة الاستشعار الطبية. بما أن المستخدمين سيتمكنون من تحديث وحدات فردية عند توفر تقنيات أفضل، كان مشروع آرا ليُوفر حماية ضد التقادم الدوري للأجهزة.
قد يسهم هذا النموذج أيضًا في خفض تكلفة اقتناء الهواتف المحمولة منخفضة السعر، من خلال إتاحة خيار شراء الميزات الأساسية فقط. وقد كان من الممكن أن يُسهم ذلك في تعزيز انتشار التكنولوجيا في المناطق ذات الموارد الاقتصادية المحدودة. وبحسب الموقع الرسمي لمشروع آرا، فقد حُدّدت تكلفة التصنيع المستهدفة لجهاز موجه للمبتدئين ضمن نطاق يتراوح بين 50 إلى 100 دولار أمريكي، حيث أُعلن أن المشروع "يهدف إلى توفير إمكانية الوصول إلى الإنترنت عبر الهاتف المحمول لخمسة مليارات شخص إضافيين". كانت شركة جوجل تخطط لإطلاق أول نسخة تجريبية من مشروع آرا في بورتوريكو عام 2015، إلا أنها أعلنت لاحقًا تأجيل التجربة حتى عام 2016. 
كان من المُخطط أن تتيح مجموعة أدوات تطوير الوحدات الخاصة بـ Project Ara (MDK)  للمصنّعين إمكانية تصميم وحدات متوافقة مع النظام. وقد نُشرت نسخة أولية تجريبية من هذه الأدوات على الموقع الرسمي للمشروع. وفي إطار دعم النظام البيئي الناشئ للجهاز، نظّم قسم المشاريع والتقنيات المتقدمة في جوجل (ATAP) مؤتمرات لمطوري Project Ara خلال عامي 2014 و2015، بهدف تحفيز الاهتمام بالمشروع، وجمع ملاحظات المصممين والمصنّعين المحتملين.
تميّز مشروع آرا عن غيره من مشاريع قسم التقنيات والمشاريع المتقدمة (ATAP) في شركة جوجل بكونه تجاوز الإطار الزمني التقليدي المحدد بعامين، حيث مُنح وقتًا إضافيًا بهدف استكمال تطويره. وخلال هذه الفترة، تم استبدال قائد المشروع <b>بول إيريمينكو</b> بالمهندسة رافا كامارجو، التي اختيرت في عام 2015 ضمن قائمة موقع سي نتلأبرز 20 شخصية لاتينية في مجال التكنولوجيا. وفي 2 سبتمبر 2016، أكدت شركة جوجل رسميًا إيقاف العمل بمشروع آرا.

### مشروع سولي
مشروع Soli هو تقنية مبتكرة للتعرف على الإيماءات، تعتمد على استخدام موجات الرادار، بخلاف الطرق التقليدية التي تعتمد على الضوء المرئي أو الأشعة تحت الحمراء، مثل الكاميرات المجسمة، أو الضوء المنظم، أو مستشعرات وقت الرحلة (Time-of-Flight sensors). يستند هذا النهج إلى مستشعرات رادارية صغيرة وعالية السرعة، بالإضافة إلى تقنيات تحليل البيانات مثل تأثير دوبلر، مما يسمح باكتشاف حركات دقيقة للغاية تصل إلى أقل من مليمتر واحد  تتيح تقنية Soli للمستخدمين التفاعل مع الأجهزة عبر إيماءات بسيطة، مثل فرك الإبهام بالسبابة ضمن أنماط مُبرمجة مسبقًا. وتشمل الاستخدامات المحتملة لهذه التقنية تطوير أجهزة استشعار مدمجة في الملابس، ومفاتيح غير تلامسية، بالإضافة إلى تطبيقات في مجال تسهيل الوصول لذوي الاحتياجات الخاصة.
يترأس مشروع سولي (Project Soli) إيفان بوبيريف، وهو عالم سابق في "ديزني إيماجينيرينغ" (Disney Imagineering). وقد صنفته مجلة "فاست كومباني" (Fast Company) ضمن "أكثر 100 شخص إبداعًا في مجال الأعمال لعام 2013".   أُعلن عن مشروع سولي لأول مرة في مؤتمر جوجل I/O 2015، وحظي باهتمام إعلامي كبير.  وفقًا للموقع الرسمي للمشروع في عام 2015، كان الفريق يستعد لإتاحة مجموعة تطوير Project Soli التجريبية لعدد محدود من المطورين، مع خطط لتسجيل المزيد لاحقًا في نفس العام.
في مؤتمر جوجل I/O 2016، عرضت جوجل الجيل الأحدث من شريحة Project Soli، والتي أعيد تصميمها خصيصًا للاستخدام في الساعات الذكية ومكبرات الصوت بالتعاون مع شركة إنفينون تكنولوجيز (Infineon Technologies). كانت الشريحة الجديدة أصغر بثلاث مرات من سابقتها، مع استهلاك طاقة أقل بنحو 22 مرة (من 1.2 وات إلى 0.054 وات)، وقدرة حاسوبية أكثر كفاءة بنحو 256 مرة، مما يمكنها من معالجة ما يصل إلى 18000 إطار في الثانية. . 
صدر هاتف بيكسل 4 في عام 2019، وكان أول هاتف ذكي متاح تجاريًا يشتمل على شريحة سولي لاستشعار الحركة .  يعتمد نظام رادار سولي في بيكسل 4 على شريحة RFIC واحدة بحجم 5.0 مم × 6.5 مم. 

### مشروع جاكار

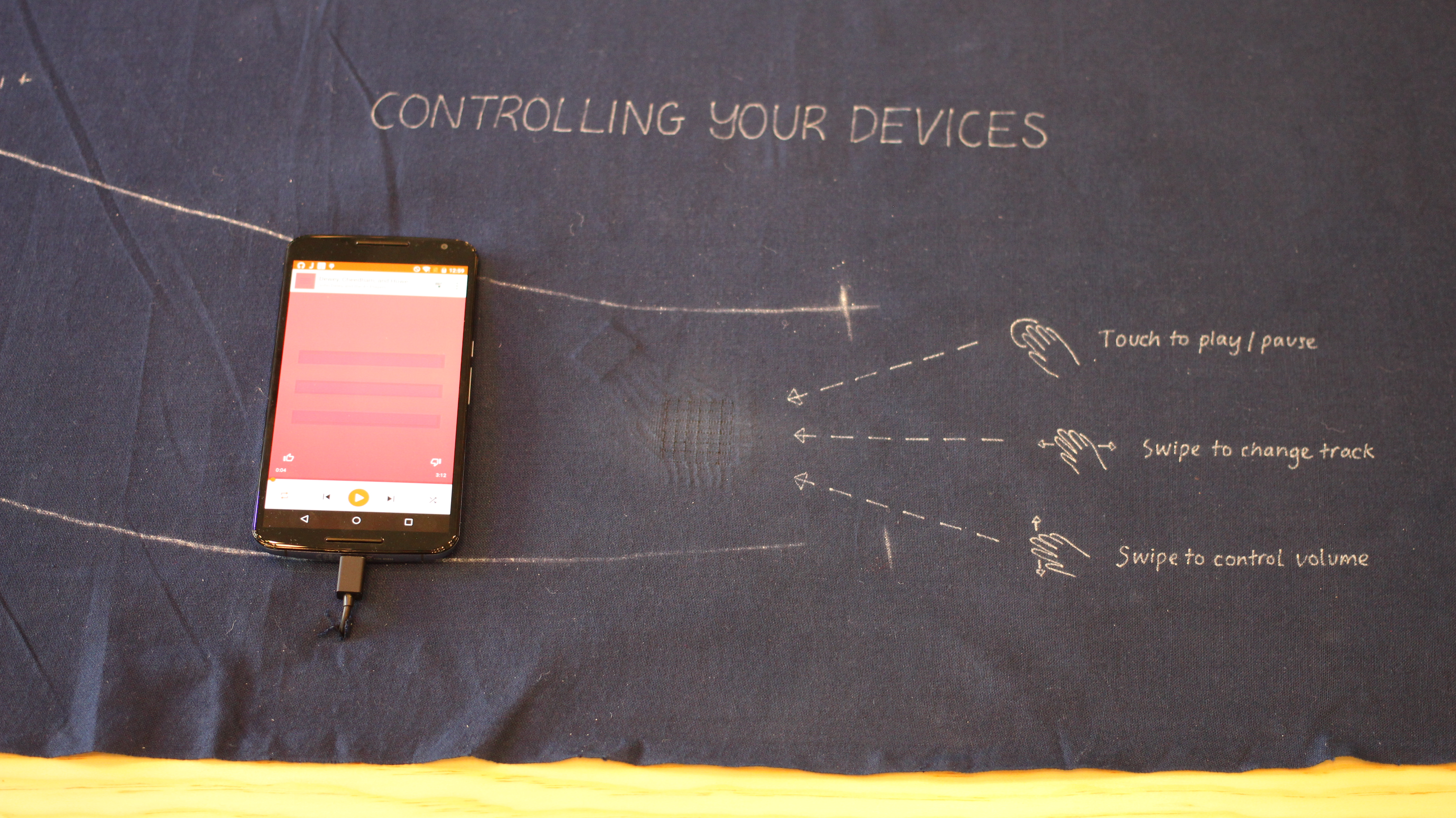
عرض توضيحي لمشروع جاكار

يُعد مشروع جاكار (Project Jacquard) تقنية إدخال بيانات مبتكرة أخرى من تطوير نفس الفريق المسؤول عن مشروع سولي. تهدف هذه المنصة إلى دمج أجهزة الاستشعار وأنظمة التغذية الراجعة (feedback) في الأقمشة والملابس بطرق طبيعية ومريحة.تشتمل المنصة على تقنيات تتيح إنشاء أقمشة أزياء تحتوي على ألياف موصلة منسوجة بداخلها، بالإضافة إلى مكونات حوسبة صغيرة ومرنة، وأجهزة ردود فعل مثل الاهتزازات أو مصابيح LED. كما توفر جاكار واجهات برمجة تطبيقات (APIs) تسمح للتطبيقات بتبادل البيانات مع هذه الملابس التفاعلية.في أحد سيناريوهات الاستخدام الأساسية، يمكن للمستخدمين إدخال أوامر إلى هاتف محمول عن طريق لمس أو تمرير اليد على أجزاء محددة من الملابس. في المقابل، يمكنهم تلقي تنبيهات عبر اهتزازات أو أصوات أو أضواء مدمجة في نفس الملابس. بفضل مستشعر Project Soli المدمج ضمن الملابس، يمكن للنظام أيضًا التعرف على إيماءات الأصابع أو الإشارات الأخرى.
اقتُبس اسم مشروع جاكار (Project Jacquard) من نول جاكار، الذي اخترعه جوزيف ماري جاكار عام 1801. كان هذا النول رائدًا في استخدام البطاقات المثقوبة للتحكم في الأنماط، وقد ألهم هذا المفهوم لاحقًا استخدام البطاقات المثقوبة في الحوسبة بعد أكثر من قرن.وعلى غرار نول جاكار، فإن مشروع جاكار التابع لـ جوجل ATAP يمثل منصة تقنية وليس منتجًا استهلاكيًا نهائيًا. تهدف هذه المنصة إلى تمكين ابتكار منتجات متنوعة تُستخدم في مجالات مثل الاتصالات، والمساعدة الشخصية، والملاحة، والصحة واللياقة البدنية، والأزياء، والعمل.حتى الآن، تركز العروض التوضيحية والمواد التسويقية لمشروع جاكار على الأسلوب والجودة، بدلاً من التركيز على التطبيقات الرياضية أو النفعية البحتة. أُعلن عن مشروع جاكار في مؤتمر Google I/O 2015، وفي نفس الوقت، كشفت جوجل عن شراكة مع شركة تصنيع الملابس ليفي ستروس آند كو. (Levi Strauss & Co..) لتطوير سترات مدمجة بتقنية جاكار.  صدرت هذه السترات في عام 2017، وحظيت بمراجعات متباينة فيما يتعلق بفائدتها الإجمالية.  
جاكار، وهو مشروع من تطوير جوجل ATAP، يمكّن المصممين من دمج الوظائف الرقمية في المنسوجات. وفقًا لموقع ATAP الإلكتروني، يمكن للمصممين استخدام جاكار "كما يفعلون مع أي قماش، مما يضيف طبقات جديدة من الوظائف إلى تصاميمهم، دون الحاجة إلى معرفة المزيد عن الإلكترونيات". ويشير الموقع أيضًا إلى أن المشروع يتضمن تطوير "موصلات مخصصة، ومكونات إلكترونية، وبروتوكولات اتصال، ونظام بيئي من التطبيقات البسيطة والخدمات السحابية". حتى الآن، لم يتم الإعلان عن مجموعة أدوات المطورين أو تاريخ إصدار المنتج.
في سبتمبر 2019، كشفت شركة Yves Saint Laurent عن حقيبة الظهر Cit-E، والتي تتميز بدمج تقنية Jacquard من Google، ما يتيح التحكم بالجهاز عبر إيماءات اللمس على حزام الكتف. 
في أكتوبر 2019، أعلنت شركة Google عن تعاون جديد مع شركة Levi Strauss & Co. لإطلاق إصدار مُحدّث من سترات Levi's الذكية المزوّدة بتقنية Jacquard. وقد تم طرح هذه السترات في عدد من الأسواق العالمية، شملت: أستراليا، فرنسا، ألمانيا، إيطاليا، اليابان، المملكة المتحدة، والولايات المتحدة. 
في 10 مارس 2020، أعلنت شركتا اديداس وEA Sports عن إطلاق Adidas GMR، وهو نعل داخلي ذكي يعتمد على تقنية Jacquard من Google. يتضمن الجهاز وحدة Jacquard Tag التي تستخدم خوارزميات التعلم الآلي لرصد حركات اللاعب، مثل الركلات، قوة التسديد، المسافة المقطوعة، والسرعة. وقد تم دمج الجهاز بتطبيق FIFA Mobile، ما أتاح للمستخدمين ربط أدائهم البدني في الواقع بالتحديات ولوحات الصدارة داخل اللعبة. وفي عام 2023، أعلنت Google عن خططها لإيقاف تقنية Jacquard وإغلاق التطبيق المصاحب لها.  

### مشاريع أخرى
- مشروع أباكوس، مشروع استبدال كلمة المرور باستخدام البيانات البيومترية [29]
- مشروع Vault، وهو مشروع لتطوير أجهزة كمبيوتر آمنة على بطاقات microSD [30]

## روابط خارجية
- الموقع الرسمي لـ ATAP[وصلة مكسورة]
- الموقع الرسمي لمشروع آرا
- الموقع الرسمي لمشروع جاكار[وصلة مكسورة]
- الموقع الرسمي لمشروع سولي[وصلة مكسورة]
- الموقع الرسمي لمشروع تانجو نسخة محفوظة 2017-06-11 على موقع واي باك مشين.